# Шавырин, Валерий Михайлович
Родился 27 января 1953 г. в г. Сухой Лог Свердловской области. Закончил политехнический институт по специальности инженер-механик. Шахматной композицией заинтересовался в 15 лет.
Является международным гроссмейстером по шахматной композиции, чемпионом мира по трёхходовому разделу в период 2001-2003гг., вице-чемпионом мира по многоходовому разделу за тот же период, четырёхкратным чемпионом мира в составе сборной России с 1998 по 2018 гг.,чемпионом России по трёхходовому и многоходовому разделу за период 2001-2003 гг.,многократным победителем международных конкурсов, автором статей в специализированных журналах, спортивным судьёй во многих престижных соревнованиях. В настоящее время имеет около ста произведений в альбоме FIDE.